# Сарса-Капілья
Сарса-Капілья (ісп. Zarza-Capilla) — муніципалітет в Іспанії, у складі автономної спільноти Естремадура, у провінції Бадахос. Населення — 393 особи (2010).
Муніципалітет розташований на відстані близько 220 км на південний захід від Мадрида, 160 км на схід від Бадахоса.

## Демографія
Динаміка населення (INE ):